# Giuseppe Martano
Giuseppe Martano, né le 10 octobre 1910 à Savone et mort le 2 septembre 1994 à Turin, est un coureur cycliste italien des années 1930, dont la carrière, interrompue par la Seconde Guerre mondiale s'achève en 1949.

## Biographie
Giuseppe Martano devient champion du monde sur route amateurs en 1930 et 1932 et champion d'Italie sur route amateurs en 1932.
Il passe professionnel en octobre 1930, puis après un passage chez les amateurs en 1932 redevient pro et le reste jusqu'en 1939, puis refera une apparition après-guerre de 1946 à 1948. Il remporte une quinzaine de victoires au cours de sa carrière.

## Palmarès et résultats

### Palmarès amateur
- 1929
  - Coppa Citta di Cuorgnè
- 1930
  -  Champion du monde sur route amateurs
- 1932
  -  Champion du monde sur route amateurs
  -  Champion d'Italie sur route amateurs
  - Tour du Piémont :
    - Classement général
    - 2e étape

  - 3e de Milan-Turin

### Palmarès professionnel
- 1933
  - 3e du Tour de France
- 1934
  - 8e étape du Tour de France
  - 2e du Tour de France
  - 2e du Tour de Toscane
  - 2e du Tour du Piémont
- 1935
  - Tour du Latium :
    - Classement général
    - 1 étape

  - Tour des Quatre Provinces :
    - Classement général
    - 2e étapes

  - 2e du Tour d'Italie
  - 2e du Tour de Toscane
  - 3e du Tour de Campanie
  - 3e du Tour de la province de Milan (avec Gino Bartali)

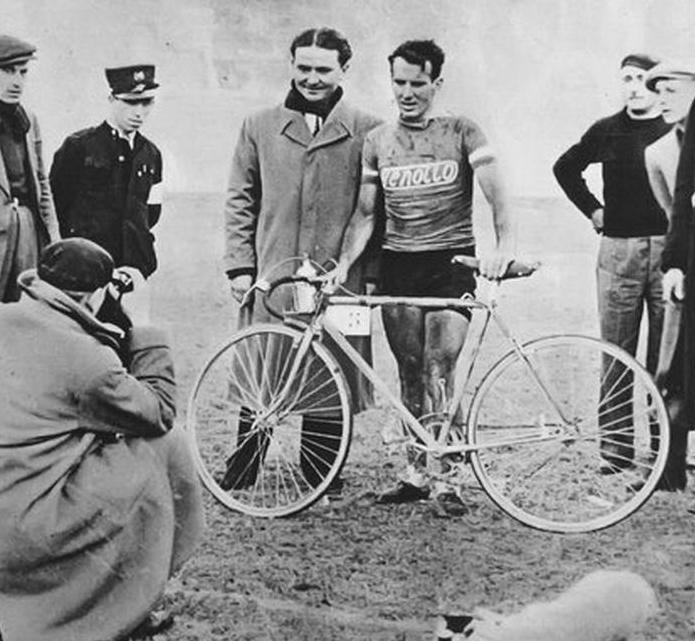
Le double champion du monde amateur Giuseppe Martano, vainqueur de Milan-Turin en 1937.

  - 5e du Tour de Lombardie
  - 10e de Milan-San Remo

- 1937
  - Milan-Turin
  - Grand Prix de Cannes
  - 3e et 4eb étapes de Paris-Nice
- 1939
  - 3e de Lyon-Grenoble-Lyon

### Résultats sur les grands tours

#### Tour de France
5 participations
- 1933 : 3e
- 1934 : 2e, vainqueur de la 8e étape
- 1935 : abandon (2e étape)
- 1937 : 24e
- 1938 : 27e

#### Tour d'Italie
6 participations
- 1933 : abandon (9e étape)
- 1935 : 2e
- 1936 : abandon (9e étape)
- 1938 : 35e
- 1939 : abandon (1re étape)
- 1940 : abandon (14e étape)